# Ingrid Koch
Ingrid Koch (1968) es una bióloga, botánica, geobotánica, taxónoma, curadora, anatomista vegetal, y profesora brasileña.

## Biografía
Es graduada en licenciatura en ciencia (especialidad biología) por la Universidad Estadual Paulista Júlio de Mesquita Filho (1989), un título de maestría en biología vegetal, defendiendo la tesis  Caracterização taxonômica dos representantes da família Apocynaceae na região de Bauru - SP, por la Universidad Estatal de Campinas (1994) y el doctorado en biología vegetal por la misma casa de altos estudios (2001). Fue financiada, como becaria, por la Coordinación de Perfeccionamiento de Personal de Educación Superior.
Posee dos posdoctorados,
- 2005: en el Centro de Referência em Informação Ambiental, CRIA, Brasil, como becaria de la Fundación para la Investigación del Estado de São Paulo, la FAPESP, Brasil
- 2006: en la Universidad Estadual de Campinas, UNICAMP, como becaria del Consejo Nacional de Desarrollo Científico y Tecnológico, CNPq, Brasil

Actualmente es profesora asistente en la Universidad Federal de São Carlos, Campus de Sorocaba, y participa en el programa de posgrado en Biodiversidad y Conservación UFSCar - campus de Sorocaba y contribuye al programa de posgrado en Ciencias Biológicas (botánica) de la UNESP (campus Botucatu). Tiene experiencia en botánica, con énfasis en taxonomía de fanerógamas, actuando en taxonomía de Apocynaceae, estudios de composición florística y de distribución geográfica de las especies. En el posdoctorado trabajó en el área de calidad de datos de colecciones biológicas y potencial modelización de la distribución de las plantas, con el centro de referencia para la información ambiental (CRIA - proyecto SpeciesLink).

## Algunas publicaciones
- KORTZ, A. R.; COELHO, S.; CASTELLO, A.C.D.; CORRÊA, L.S.; LEITE, E.C.; KOCH, I. 2014. Wood vegetation in Atlantic rain forest remnants in Sorocaba (São Paulo, Brazil). Check List (São Paulo, online) 10: 344-354

- BONATELLI, I. A. S.; PEREZ, M. F.; PETERSON, TOWNSEND, A.; TAYLOR, N. P.; ZAPPI, D. C.; MACHADO, M. C.; KOCH, I.; PIRES, A. H. C.; MORAES, E. M. 2014. Interglacial microrefugia and diversification of a cactus species complex: phylogeography and paleodistributional reconstructions for Pilosocereus aurisetus and allies. Molecular Ecology (impreso) 23: 3044-3063

- MESSIAS, P. A.; VIDAL JR., J. D.; KOCH, I.; CHRISTIANINI, A. 2014. Host specificity and experimental assessment of the early establishment of the mistletoe Phoradendron crassifolium (Pohl ex DC.) Eichler (Santalaceae) in a fragment of Atlantic Forest in southeast Brazil. Acta Botanica Brasílica (impreso) 28: 577-582

- KORTZ, A. R.; CORRÊA, LAÍNE SILVEIRA; CARDOSO-LEITE, ELIANA; CASTELLO, ANA CAROLINA D.; COELHO, SAMUEL; VILLELA, FERNANDO NADAL J.; KOCH, I. 2014. Estrutura, composição florística e caracterização sucessional em remanescente de Floresta Estacional Semidecidual no Sudeste do Brasil. Revista Árvore (impreso) 38: 799-809

- CLAUDINO, J. C.; SACRAMENTO, L. V.; KOCH, I.; SANTOS, H. A.; CAVALHEIRO, A. J.; TININIS, A. G.; SANTOS, A. G. 2013. Evaluation of morpho-anatomical and chemical differences between varieties of the medicinal plant Casearia sylvestris Swartz. Anais da Academia Brasileira de Ciências (impreso) 85: 1253-1265

- PAGLIA, ADRIANO P.; REZENDE, DANIELLA T.; KOCH, Ingrid; KORTZ, ALESSANDRA R.; DONATTI, C. 2012. Modelos de distribuição de espécies em estratégias para a conservação da biodiversidade e para Adaptação baseada em Ecossistemas frente a mudanças climáticas. Natureza & Conservação 10: 231-234

- KINOSHITA, Luiza S.; KOCH, I.; SIMÕES, A. O. 2011. Checklist das Spermatophyta do Estado de São Paulo, Brasil. Biota Neotropica (edición en portugués, en línea) 11: 191-388

- RAPINI, A.; KOCH, I.; SIMÕES, A.O. 2010. Rauvolfia anomala, uma nova espécie de Apocynaceae da Chapada dos Guimarães, Mato Grosso, Brasil. Rodriguésia (impreso) 61: 95-100

- VEROLA, C.F.; SEMIR, João; ANTONELLI, A.; KOCH, I. 2007. Biosystematic studies in the Brazilian endemic genus Hoffmannseggella H.G.Jones (Orchidaceae: Laeliinae): a multiple approach applied to conservation. Lankesteriana 7: 419-422

- KOCH, I.; KINOSHITA, Luiza S.; BITTRICH, Volker. 2007. Taxonomic Novelties in Rauvolfia (Apocynaceae, Rauvolfioideae) from Brazil. Novon (Saint Louis, Mo.) 17: 462-471

- BONACCORSO, Elisa; KOCH, I.; PETERSON, T., A. 2006. Pleistocene fragmentation of Amazon species' ranges. Diversity and Distributions (online) 12 (2): 157-164

- CHAPMAN, A. D.; MUNOZ, M. E.; KOCH, I. 2005. Environmental information: placing biodiversity phenomena in an ecological and environmental context. Biodiversity Informatics 2: 24-41

- KOCH, Ingrid; BITTRICH, Volker; KINOSHITA, Luiza Sumiko. 2001. Reproductive biology and functional aspects of the floral morphology of Rauvolfia sellowii Müll.Arg. (Apocynaceae; Rauvolfioideae) - a report of dioecy in Apocynaceae. Revista do IEEE América Latina 124: 83-104

- KOCH, I. ; KINOSHITA, L. S. 1999. A família Apocynaceae na região de Bauru - SP. Brasil. Acta Botanica Brasílica (impreso) São Paulo 13 (1): 61-86

### Libros
- RAPINI, A.; KOCH, I.; KINOSHITA, Luiza S.; SIMÕES, A.O.; SPINA, A. P. 2010. Catálogo de Plantas e Fungos do Brasil. Rio de Janeiro: Andrea Jakobsson Estúdio, vv. 2. 871 pp.

- KOCH, I.; SIMÕES, A. O.; RAPINI, A.; Fontella Pereira, J. 2009. Plantas da Floresta Atlântica. Rio de Janeiro: Instituto de Pesquisas do Jardim Botânico do Rio de Janeiro, 516 pp.

### Capítulos de libros publicados
- KOCH, I.; LEITE, E. C.; PALAZETTI, V.; CAPELO, F. M.; CASTELO, A. C. D. et al. 2014. Plantas com flores e frutos das áreas de vegetação remanescente do município de Sorocaba. In: Welver Senteio Smith; Vidal Dias da Mota Junior; Jussara da Lima Carvalho (orgs.) Biodiversidade do município de Sorocaba. Sorocaba: Secretaria do Meio Ambiente de Sorocaba, p. 79-124

- FARINACCIO, M. A.; SIMÕES, A. O.; KOCH, I.; KONNO, T.; MORALES, J. F. 2013. Apocynaceae: Aspidosperma, Forsteronia e Rauvolfia. In: Ana Paula Prata (org.) Flora de Sergipe. Aracajú: Gráfica e Editora Triunfo, p. 48-86

- RAPINI, A.; KOCH, I.; VALENTE, A. S. M.; FERNANDEZ, E. P.; MONTEIRO, N. P.; MESSINA, T. 2013. Apocynaceae. In: Gustavo Martinelli; Miguel Avilla Moraes (orgs.) Livro Vermelho. Rio de Janeiro: Andrea Jakobsson, p. 157-174

- KOCH, I.; SIMÕES, A. O.; RAPINI, A.; Fontella Pereira, J. 2010. Apocynaceae. In: João Renato Stehmann; Rafaela Campostrini Forzza; Alexandre Salino; Marcos Sobral; Denise Pinheiro da Costa; Luciana H. Yoshino Kamino (orgs.) Plantas da Floresta Atlântica. Rio de Janeiro, p. 132-140

- RAPINI, A.; KOCH, I.; KINOSHITA, Luiza S.; SIMÕES, A. O.; SPINA, A. P. 2010. Apocynaceae. In: Forzza, R.C. et al. (orgs.) Catálogo de plantas e fungos do Brasil. Rio de Janeiro: Andrea Jakobsson Estúdio: Instituto de Pesquisas Jardim Botânico do Rio de Janeiro, p. 617-644

- DURIGAN, G. M., M.C.H. Ivanauskas, N.M. SIQUEIRA, Marinez F JOLY, Carlos A. Moura, C. Barros, F. Vilela, F.E.S.P. Arzolla, F.A.R.P. Franco, G.A.D.C. CORDEIRO, Inês KOCH, I. Baitello, et al. 2008. Fanerógamas. In: Ricardo Ribeiro Rodrigues; Carlos Alfredo Joly; Maria Cecília Wey de Brito; Adriana Paese, Jean Paul Metzger; Lilian Casatti; et al. (orgs.) Diretrizes para a conservação e restauração da biodiversidade no Estado de São Paulo. São Paulo: Instituto de Botânica, p. 104-109

- KOCH, I.; MEIRELES, L.; FRAGA, Cláudio N.; SOBRAL, M. 2007. As gimnospermas ameaçadas de extinção no Estado do Espírito Santo. In: Simonelli, M., Fraga, C.N. (orgs.) Espécies da Flora Ameaçadas de Extinção no Estado do Espírito Santo. Vitória: Ipema, p. 97-103

- KOCH, I. 2005. Apocynaeae: Rauvolfia. In: George J. Shepherd; Maria das Graças Lapa Wanderley; Therezinha Sant'Anna Melhem; Ana Maria Giulietti (orgs.) Flora Fanerogâmica do Estado de São Paulo. São Paulo: Rima, v. 4, p. 78-79

- KOCH, I.; KINOSHITA, L. S. 2005. Apocynaeae: Tabernaemontana. In: George J. Shepherd; Ana Maria Giulietti; Maria das Graças Lapa Wanderley; Therezinha Sant'Anna Melhem (orgs.) Flora Fanerogâmica do Estado de São Paulo. São Paulo: Rima, v. 4, p. 83-86

- KOCH, I.; KINOSHITA, L. S. 2005. Apocynaeae: Forsteronia. In: George Shepherd; Maria das Graças Wanderley; Therezinha Sant'Anna Melhem; Ana Maria Giulietti (orgs.) Flora Fanerogâmica do Estado de São Paulo. São Paulo: Rima, v. 4, p. 48-53

### En Actas de Congresos
Resúmenes del 62.º Congresso Nacional de Botânica, 2011, Fortaleza
- KORTZ, A.R.; KOCH, I. Histórico de Ocupação de Florestas Tropicais Sazonalmente Secas a Partir de Táxons Representativos
- MESSIAS, P. A.; CHRISTIANINI, A. V.; KOCH, I. Especificidade de Phoradendron crassifolium (Pohl Ex DC.) Eichler (Santalaceae) por Hospedeiros em Fragmento Florestal no Sudeste do Brasil

Resúmenes del 59.º Congresso Nacional de Botânica, 2008, Natal
- MARTINS, M. V.; KOCH, I.; CAVASSAN, O. Espécies arbóreas da família Leguminosae em fragmentos no noroeste paulista, SP, Brasil
- SCIARRA, C. M.; CASTELLO, A. C. D.; Corrêa, J. A. M.; SIMABUKURO, E. A.; KOCH, I. Laboratório Didático Virtual de Morfología Vegetal
- CORRÊA, J. A. M.; SIMABUKURO, E. A.; KOCH, I. Uso de materiais alternativos em recursos didáticos para o ensino de botânica
- KOCH, I.; KORTZ, A. R.; LEITE, E. C.; COELHO, S. Composição florística dos fragmentos do campus da ufscar Sorocaba SP

En Resúmenes del 60.º Congresso Nacional de Botânica, 2009, Feira de Santana
- KOCH, I.; BATAGHIN, F. A.; SHERER, M.; NALDI, R. A.; BARROS, F.; PIRES, J. S. R. Distribuição da comunidade de epífitos vasculares em sítios de área aberta, borda e interior na Floresta Nacional de Ipanema, São Paulo, Brasil
- KORTZ, A. R.; KOCH, I.; COELHO, S.; CARDOSO-LEITE, E. Estudos florísticos e fitossociológicos de fragmentos florestais do campus da UFSCar Sorocaba
- PEREIRA, G. H. S.; KORTZ, A. R.; COELHO, S.; CASALI, M. F.; KOCH, I.; CARDOSO-LEITE, E. As árvores do campus da FACENS: a utilização de projetos para a formação de biólogos

## Honores

### Membresías
- de la Sociedad Botánica del Brasil.[7]

#### de Cuerpo editorial
- 2010 - actual. Periódico: Biota Neotropica (edición en inglés, en línea)
- 2012 - actual. Periódico: Revista do Instituto Florestal

### Revisiones de ediciones
- 2005 - actual. Periódico: Rodriguesia (0370-6583)
- 2005. Periódico: Revista Brasileira de Botânica
- 2006. Periódico: Annals of the Missouri Botanical Garden
- 2008. Periódico: Biological Conservation
- 2008 - 2010. Periódico: Revista Brasileira de Biociências
- 2009. Periódico: Iheringia
- 2009 - actual. Periódico: Hoehnea (São Paulo)
- 2009 - 2014. Periódico: Biota Neotropica (edición en portugués, en línea)
- 2009. Periódico: Revista de Biología Neotropical
- 2012 - actual. Periódico: Biota Neotropica (edición en inglés, en línea)
- 2013 - actual. Periódico: Revista do Instituto Florestal

- La abreviatura «I.Koch» se emplea para indicar a Ingrid Koch como autoridad en la descripción y clasificación científica de los vegetales.[8]

- Portal:Biografías. Contenido relacionado con Botánica.
- Portal:Biología. Contenido relacionado con Taxonomía.